# El infierno son los demás
El infierno son los demás es el primer álbum de remezclas del grupo español Fangoria, publicado el 21 de mayo de 2000 por la compañía Subterfuge Records. Contiene remezclas de canciones de su segundo álbum de estudio  Una temporada en el infierno (1999)
Las remezclas de El infierno son los demás estuvieron a cargo de los productores, DJ y grupos musicales Big Toxic, Plastilina Mosh, Astrud, Mastretta y Liquits, entre otros. Desde el punto de vista comercial, el álbum ha llegado a vender unas 16,000 copias.

## Antecedentes
El 24 de mayo de 1999, Fangoria lanzó su segundo álbum de estudio, Una temporada en el infierno. Tras casi una década en el ámbito underground, el grupo alcanzó un gran reconocimiento, ya que el álbum fue considerado uno de los mejores de la música española del siglo XX. El 15 de mayo de 2000, Subterfuge anunció en su página web que Fangoria sería el grupo principal del cartel del Sónar 2000, donde se presentarían el 15 de junio, después de la actuación de Marc Almond. Además, se confirmó que en esa misma fecha se lanzaría El infierno son los demás, un disco que incluiría veintidós artistas de vanguardia encargados de remezclar las canciones de Una temporada en el infierno.
El título del álbum fue tomado de una frase de Jean-Paul Sartre («L'enfer c'est les autres.» que literalmente en francés quiere decir «El infierno son los otros.») y la cita elegida para este disco es: «He venido a prender fuego al mundo —dice el Señor— ¡Y ojalá estuviera ya ardiendo!.», extraída de Antífona de Comunión. Lucas 12:49.

## Lista de canciones
CD 1
| N°  | Canción                         | Remezcla de     |
| --- | ------------------------------- | --------------- |
| 1.  | "Cierra los ojos"               | Madelman        |
| 2.  | "Acusada, juzgada y condenada"  | Omen            |
| 3.  | "Voy a perder el miedo"         | Spunky          |
| 4.  | "Electricistas"                 | JLF             |
| 5.  | "Abre los ojos"                 | Plastilina Mosh |
| 6.  | "A tu lado"                     | Lemon Fly       |
| 7.  | "Cenizas de sangre"             | Zeta            |
| 8.  | "Todo lo que amo debe de morir" | Moockie         |
| 9.  | "Contradicción"                 | Mastretta       |
| 10. | "Abre los ojos"                 | Prozac          |

CD 2
| N°  | Canción                         | Remezcla de    |
| --- | ------------------------------- | -------------- |
| 1.  | "Cierra los ojos"               | Kadoc          |
| 2.  | "No será"                       | The Congosound |
| 3.  | "Abre los ojos"                 | Manoukian      |
| 4.  | "Electricistas"                 | Teen Marcianas |
| 5.  | "Cenizas de sangre"             | Big Toxic      |
| 6.  | "Todo lo que amo debe de morir" | Feel Action    |
| 7.  | "A tu lado"                     | Astrud         |
| 8.  | "Abre los ojos"                 | Space Cream    |
| 9.  | "Electricistas"                 | Liquits        |
| 10. | "No será"                       | Angel Molina   |